# Premio Romy Schneider
Il premio Romy Schneider (Prix Romy-Schneider) è un premio cinematografico assegnato annualmente ad una giovane attrice emergente del cinema francese o francofono.
Intitolato alla memoria dell'attrice Romy Schneider, scomparsa nel 1982, è stato fondato nel 1984 dal giornalista Eugène Moineau.
Viene assegnato contestualmente ad un analogo premio destinato agli attori maschi, il Premio Patrick Dewaere (in precedenza Premio Jean Gabin).

## Albo d'oro

### 1984-1989
- 1984: Christine Boisson
- 1985: Élizabeth Bourgine
- 1986: Juliette Binoche
- 1987: Catherine Mouchet
- 1988: Fanny Bastien
- 1989: Mathilda May

### 1990-1999
- 1990: Vanessa Paradis
- 1991: Anne Brochet
- 1992: Anouk Grinberg
- 1993: Elsa Zylberstein
- 1994: Sandra Speichert
- 1995: Sandrine Kiberlain
- 1996: Marie Gillain
- 1997: Julie Gayet
- 1998: Isabelle Carré
- 1999: Mathilde Seigner

### 2000-2009
- 2000: Clotilde Courau
- 2001: Hélène de Fougerolles
- 2002: Emma de Caunes
- 2003: Ludivine Sagnier
- 2004: Laura Smet
- 2005: Cécile de France
- 2006: Mélanie Laurent
- 2007: non assegnato
- 2008: Audrey Dana
- 2009: Déborah François

### 2010-2019
- 2010: Marie-Josée Croze
- 2011: Anaïs Demoustier
- 2012: Bérénice Bejo
- 2013: Céline Sallette
- 2014: Adèle Exarchopoulos
- 2015: Adèle Haenel
- 2016: Lou de Laâge
- 2017: non assegnato
- 2018: Adeline d'Hermy
- 2019: Diane Rouxel

## Statistiche
Il premio è stato assegnato tre volte ad attrici belghe (Marie Gillain, Cécile de France, Déborah François) ed in un'unica occasione ad un'attrice non di lingua francese, la tedesca Sandra Speichert.
La vincitrice più giovane è stata la diciassettenne Vanessa Paradis nel 1990, la più vecchia è stata la trentacinquenne Bérénice Bejo nel 2012.